# 페니키아 도시 목록
이것은 현대의 레바논, 시리아 해변과 북 이스라엘/팔레스타인과 레반트 동부 지중해, 북 아프리타, 유럽과 지중해의 섬에 만들어진 페니키아의 도시 목록이다.

## 레반트

### 레바논
- 티레 - 가장 중요한 항구
- 시돈 - 페니키아 주요도시
- 베뤼투스 - 베이루트
- 비블로스 - 오래된 정착지
- 트리폴리
- 바알베크

### 시리아
- 아르바드
- 우가리트
- 라타키아 - 페니키아 이름 라미타
- 아라도스

### 이스라엘 / 팔레스타인
- 아크레
- 아슈켈론
- 야파(자파)

## 동부 지중해 / 터키
- 미리안드루스 - 현재의 터키 지역
- 사말 - 킬리키아; 아나톨리아로 가는 교역 루트상의 요새도시
- 카라테페
- 사말
- 피니케 원래의 이름 페니쿠스

## 북 아프리카

### 알제리
- 티파사

### 리비아
- 렙티스 마그나 - 대(大)렙티스. 리비아 해변의 주도시
- 렙티스 미노르 - 소(小)렙티스. 리비아 해변의 도시
- 오이아
- 사브라타

### 모로코
- 릭수스
- 모가도르

8탕지에르

### 튀니지
- 카르타고 - 페니카아의 가장 강력한 정착지
- 우티카 - 아프리카의 초기 정착지
- 하드루메툼
- 타프수스
- 케르쿠아네
- 자마 - 한니발의 마지막 전장

### 기타
- 시가 - 아프리카

## 지중해 섬
- 치티움, 키티온 - 키프로스의 주요 페니키아 도시
- 모티아 - 시칠리아
- 솔룬툼 시칠리아
- 릴리배움 - 시칠리아 현재의 마르살라
- 노라 - 사르디니아
- 술치스 - 사르디니아
- 타로스 - 사르디니아
- 비티아 - 사르디니아
- 올비아 - 사르디니아
- 이비자 - 현재 스페인의 일부
- 카그리아리
- 팔레르모

## 스페인
- 카디스 또는 가데스 - 스페인내의 초기 정착지
- 카르타헤나 - 카르타고 하밀카르 바르카에 의해 창건된 이베리아 종족 정복의 수도
- 알문네카르
- 트라야마르
- 빌라리코스
- 압데라
- 말라가
- 우엘바
- 탕헤르
- 릭수스
- 바르셀로나 (그리스의 식민지였다고도 함)
- 후엘바
- 레브리자
- 산로크
- 타라고나

## 유럽 / 기타
- 제노아
- 마르세이유